# Noriaki Fujimoto
Noriaki Fujimoto (藤本 憲明 Fujimoto Noriaki?), född 19 augusti 1989 i Osaka prefektur, är en japansk fotbollsspelare.
Fujimoto började sin karriär 2012 i Sagawa Printing (SP Kyoto FC). Han spelade 93 ligamatcher för klubben. 2016 flyttade han till Kagoshima United FC. Efter Kagoshima United FC spelade han för Oita Trinita och Vissel Kobe. Med Vissel Kobe vann han japanska cupen 2019.